# Кассациер, Абрам Самуилович
Абрам Самуилович Кассациер (Авраам Шмуйлович Кассациер; 1900—1965) — инженер-конструктор, кораблестроитель, главный конструктор Балтийского завода.

## Биография

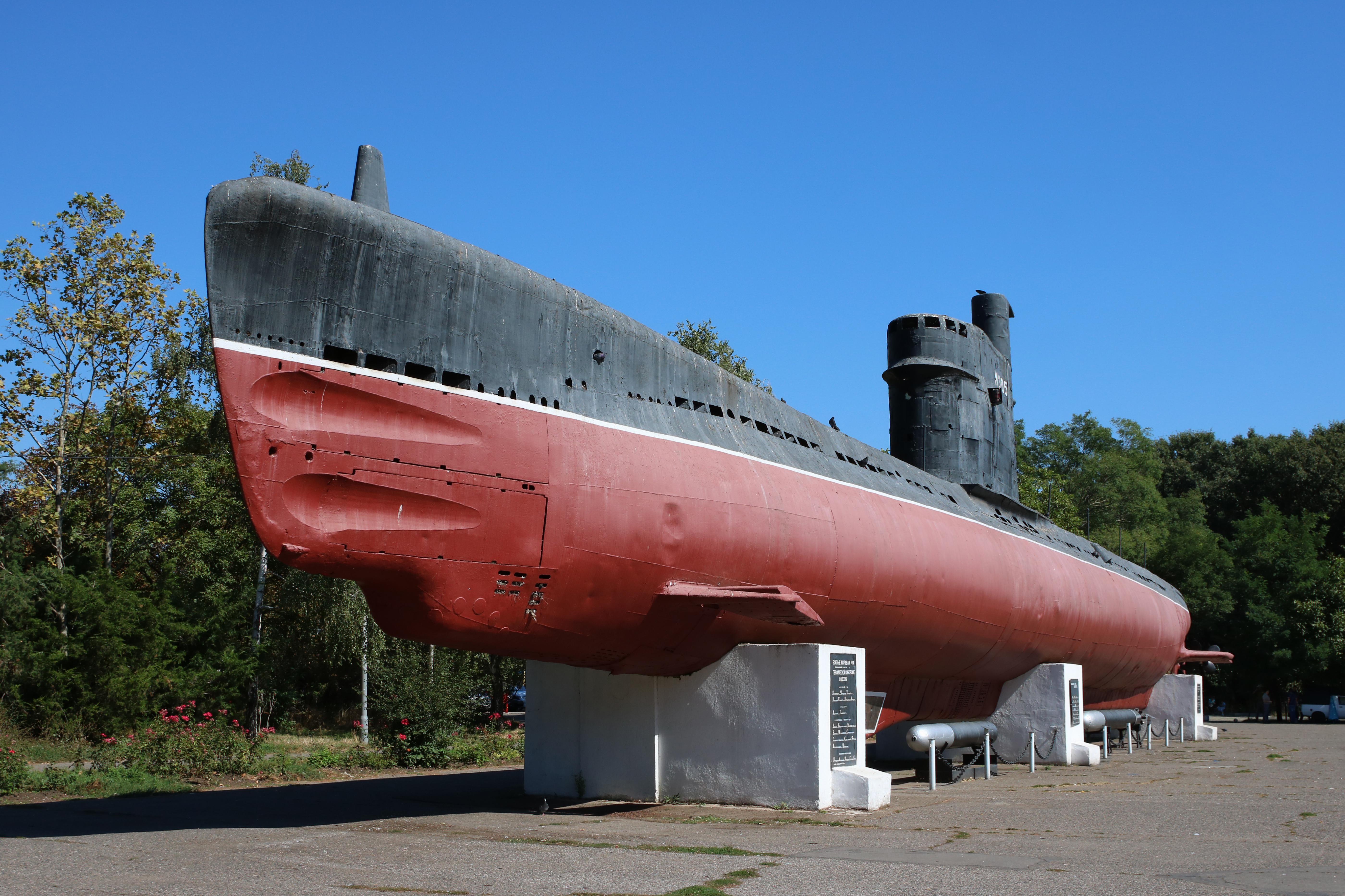
Подводная лодка проекта А615. Главный конструктор А. С. Кассациер

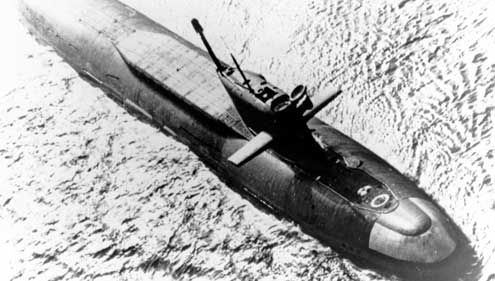
Подводная лодка проекта 667А. Главный конструктор А. С. Кассациер

Родился 5 (18 сентября) 1900 году в Ржеве (ныне Тверская область).
В 1926 году окончил кораблестроительный факультет ЛПИ и начал работу в конструкторском бюро подводных лодок Балтийского завода.
В 1928 году был командирован в Германию, затем на Балтийском заводе до 1931 года был главным конструктором проекта реставрации английской подводной лодки «L-55».
С 1931 года продолжал работать главным инженером на судостроительном заводе, затем был переведён в НКССП СССР.
В 1931—1937 годах был деканом кораблестроительного факультета Ленинградского кораблестроительного института.
В 1936 году был уполномоченным Главморпрома в Италии и наблюдающий за постройкой кораблей, заказанных для советского ВМФ.
В 1937 году назначен начальником отдела кораблестроения Наркомата СССР.
23 апреля 1938 года А. С. Кассациер был арестован. Репрессирован. 29 мая 1940 года был осуждён на 10 лет лишения свободы и 5 лет поражения в правах. В 1938—1946 годах работал в заключении, сначала в Болшевской шарашке главным конструктором Остехбюро, затем в ОКБ-196 НКВД главным конструктором Особого конструкторского бюро в г. Ленинграде на территории завода № 196. 17 ноября 1954 года был реабилитирован.
С 1946 года работал Главным конструктором ЦКБ Балтийского завода, был главным конструктором малых подводных лодок проекта А615 («Квебек»).
В начале 1960-х годов был главным конструктором большой ударной подводной лодки проекта 651 (типа «Джулиетт»). Две головные ПЛРК строилась на Балтийском заводе. Всего в 1963—1969 годах было построено 16 единиц подводных лодок данного проекта заводом «Красное Сормово».
Был Генеральным конструктором в ЦКБ-18 (ныне ЦКБ «Рубин») первого советского атомного ракетного подводного крейсера стратегического назначения проекта 667А (класс «Навага») с ракетными комплексами Д-4, Д-5 и Д-6.
Умер в 1965 году. Похоронен в Ленинграде на Преображенском еврейском кладбище (Ленинград).
Брат — Иосиф Самуилович Кассациер, учёный в области машиностроения.

## Награды и премии
- Сталинская премия второй степени (1948) — за создание нового двигателя для боевых кораблей (энергоустановки ЕД-XПИ для подводных лодок и разработку малых подводных лодок проекта А615 («Квебек»)
- орден Трудового Красного Знамени